# Хмурий Василь Онисимович
Васи́ль Они́симович Хму́рий (*8 лютого 1896, с. Рашівка Гадяцького повіту Полтавської губернії — †27 січня 1940, Самара) — український журналіст, мистецтвознавець і театральний критик, один із перших дослідників українського авангардного мистецтва. Справжнє прізвище — Бутенко.
Жертва сталінського терору.

## Життєпис
Народився 8 лютого 1896 року в родині селян Онисія Івановича Бутенко (1862 — 18 вересня 1955) і Єфросинії Митрофанівни Бутенко (1867 — 7 серпня 1957). У родині було 12 дітей, до дорослого віку дожили шість сестер та брат. В анкеті арештованого так званої Слідчої справи зі звинувачення Бутенка Василя Онисимовича за ст. 54-6 і 54-11 Кримінального кодексу УРСР вказано іншу дату народження — 9 березня 1896 року
У 1910 р. закінчив Рашівське міністерське двокласне училище (з п'ятирічним навчанням), у 1915 р. — Сорочинську вчительську семінарію (селище Великі Сорочинці).
У 1915 р. призваний до армії. Після кількох тижнів служби Бутенко був відряджений на навчання до Чугуєвського військового училища (Чугуїв Харківської губернії). Навесні 1916 р. опинився на австрійському фронті. Після Лютневої революції 1917 р. був відряджений за його проханням до українізованого 34-го корпусу 2-го українського полку, який стояв у селі Меджибожі на Вінниччині, а потім передислокувався на станцію Бобринську (Дарниця).
У лютому 1918 р., коли у Києві тривали бої між військами Центральної Ради і більшовиками, Бутенко самовільно покинув військову частину і з'явися до штабу Симона Петлюри, який на той час очолював Гайдамацький кіш Слобідської України. Служив при штабі Петлюри, займав посади коменданта ставки, командира куреня, начальника канцелярії Головного отамана.
Згодом опинився у таборі для інтернованих у Калиші (Польща), читав там лекції з історії української літератури і брав участь у виданні таборового журналу. Після приблизно піврічного перебування в таборі, у квітні 1922 р. повернувся до Рашівки. Працював страховим агентом в сусідніх селах. Переїхав у Ромни, де був звільнений з посади агента Кооптстраху як колишный “білий”.
У лютому 1925 року переїхав до Харкова. Працював секретарем журналу “Нове мистецтво”, редактором якого був Микола Христовий (нап той час - завідувач відділом мистецтв у Наркомосі).
Друкувався в газеті «Вісті ВУЦВК» і в тижневому додатку «Культура і побут», в журналах «Червоний шлях», «Сільський театр» та ін.
1929 року поступив на службу в Українафільм, був призначений асистентом режисера до знімальної групи фільму Олександра Довженка «Земля». Із титрів стрічки його прізвище вилучено через те, що Бутенко був репресований.
Після завершення роботи в Українафільмі займався перекладами технічної літератури.
Влітку 1932 року Березинський почав працювати у видавництві “Рух” у Харкові.
Намагаючись уникнути арешту, поїхав до Румунії, згодом знов повернувся до України.
Був заарештований НКВД та звинувачений за статтями 54-10, ч.1, 54-6, 54-11 КК УРСР (антирадянська пропаганда і агітація, шпигунство, участь у контрреволюційній організації).
Судова трійка Управління НКВД по Харківській області 8 грудня 1937 р. засудила Бутенка до 10 років ув'язнення.
Бутенко помер 27 січня 1940 року в Самартаборі у віці 44 років.
Реабілітований висновком Військової прокуратури Київського військового округу 25 грудня 1989 року.
На день арешту Бутенко мав двох синів (Ігорю було 11 років, Олегові – 7) і дружину (Анастасія Євдокимівна Касьянова). За сімейним переказом, Касьянова була другою дружиною - перша, Наталка, померла у віці 32 років за невідомих обставин. Після чоловікового арешту Касьянову звільнили із школи № 105 м. Харкова, де вона працювала викладачем, і вона змушена була працювати кондуктором.
Сина Ігора застрелив німецький снайпер у час німецько-радянської війни, коли той вийшов на балкон із біноклем.
Син Олег після школи вступив до політехнічного інституту, але невдовзі був відрахований звідти як син "ворога народу". Згодом закінчив медичний інститут, працював у галузі дитячої кардіохірургії. Помер 5 березня 1985 року.
Ім'я Хмурого (Бутенка) викарбувано на Меморіалі жертвам репресій (художникам), встановленому 1996 року поблизу Національної академії образотворчого мистецтва I архітектури в Києві.

## Твори
- Статті з питань театру, кіно й мистецтва.
- «Нотатки про театр, кіно та просторове мистецтво» (1930).
- Розвідки «Йосип Гірняк», «Мар'ян Крушельницький», «Олекса Новаківський», «Іван Труш» (усі — 1931).
- Вступна стаття до видання Анатолія Петрицького «Театральні строї» (1929): Театральні строї Анатоля Петрицького.